# 시마즈 무네노부
시마즈 무네노부(일본어: 島津 宗信 しまづ むねのぶ[*])는 에도 시대 중기의 다이묘이다. 시마즈씨 23대 당주이며, 사츠마번 6대 번주이다.

## 생애
정실은 없다 (혼약자는 오와리번 번주 도쿠가와 무네카츠의 딸 후사히메). 아명은 마스노스케(益之助), 마타사부로(又三郎)이다. 초명은 타다아키(忠顕)이며, 후에 8대 쇼군 도쿠가와 요시무네로부터 편휘를 받아, 무네노부(宗信)로 개명했다. 관위는 종4위상 사츠마노카미, 좌근위중장이다. 
교호 13년 (1728년) 6월, 5대 번주 시마즈 츠구토요의 장남으로 태어났다. 어머니는 측실 오카쿠 (시부야씨)이다. 인덕자로 알려진 이쥬인 니에몬의 교육을 받았다. 젊었을 때부터 재기발랄하여 장래가 촉망되었다. 겐분 4년 (1739년) 12월, 종4위하 시종에 서임되고, 마츠다이라 사츠마노카미를 칭했다. 엔쿄 3년 (1746년) 11월, 아버지 츠구토요의 은거에 의해 가독을 물려받았고, 번주가 되었다. 같은 해 12월, 좌근위소장에 서임되었다. 간엔 원년 (1748년) 12월, 종4위상 좌근위중장에 서임되었다.
간엔 2년 (1749년), 무릎 통증이 발병하여, 하계 여행은 어렵기 때문에, 3월에 에도를 떠났는데, 그 도중에 부종이 발병했다. 5월 18일에 가고시마에 도착했지만, 그 후에도 증상은 악화되어, 아버지보다 먼저 같은 해 7월 10일에 22살의 나이로 사망했다. 계명은 자덕원전준엄양영대거사(慈徳院殿俊厳良英大居士)이다. 후계는 동생인 시게토시가 잇게 되었다. 유신 후의 신호는 미광자덕언명(弥広慈徳彦命)이다.

## 일화
- 초대 번주 시마즈 이에히사 이후의 사츠마번 번주는 대대로 토고 시게히사의 후손에게서 헤키류 궁술을 배웠는데, 무네노부와 후대의 나리아키라는 특히 헤키류 궁술을 중용했다. 무네노부는 참근교대 때 행렬에 활쏘기 연습용 두루마리를 들려주고, 숙박 중 사범 토고 사네아키의 지도를 받아 연습을 게을리하지 않았다고 한다.
- 『시마즈 국사(島津国史)』에서는 생모 오카쿠노카타가 후계자 문제를 걱정하여 측실을 권하였으나, 무네노부는 장인어른 무네카츠에게 의리를 세워 이를 거부하였다고 한다. 결과적으로는 오카쿠노카타의 걱정이 적중하게 되었다.

## 가계
- 아버지 : 시마즈 츠구토요 (1702 - 1760)
- 어머니 : 오카쿠(於嘉久) - 시부야 누키오미의 딸
- 정실 : 없음
- 혼약자 : 후사히메(房姫) - 도쿠가와 무네카츠의 장녀, 쿠니히메(邦姫) - 도쿠가와 무네카츠의 5녀

## 참고문헌
- 「시마즈씨 정통계도(島津氏正統系図)」
- 「시마즈국사(島津国史)」

## 무네노부를 다룬 책
- 카이온지 쵸고로 『난세의 영웅(乱世の英雄)』 - "오다이묘(お大名)"라는 편에서, 무네노부의 사람을 잡아먹은 대담무쌍한재기환발상을 소개하고 있다.

| 전임 시마즈 츠구토요 | 제23대 시마즈씨 당주 1746년 - 1749년 | 후임 시마즈 시게토시 |

| 전임 시마즈 츠구토요 | 제6대 사츠마번 번주 1746년 - 1749년 | 후임 시마즈 시게토시 |